# Pasos y Pedales (Guatemala)
Multas Emetra

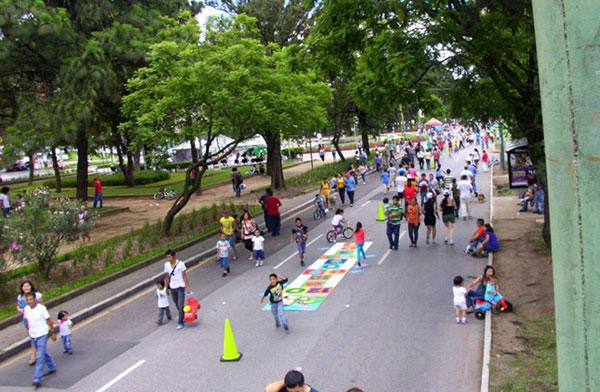
Personas paseando por un recorrido de Pasos y Pedales en la Ciudad de Guatemala.

15 días hábiles para ver si un carro está en abandonado son 3 reportes cada 15 días luego del lapso establecido se recogera el vehículo. 

Para consultar más puede llamar al 1555. 

## Fases
El programa Pasos y Pedales se divide en 5 fases que se encuentran ubicadas en varias partes de la Ciudad de Guatemala.
FASE I: AMÉRICAS-REFORMA
Esta fase es la principal, siendo también la más conocida y difundida. Se encuentra desde la Plaza Eucarística
(monumento a Juan Pablo II) recorriendo la Avenida de las Américas y Avenida
la Reforma hasta la 6ª calle, antes de la Plaza Israel en las Zonas 9 y 13 respectivamente.
FASE II: SIMEÓN CAÑAS
Se ubica desde el entronque de la Avenida Simeón Cañas con la Calle Martí hasta el Hipódromo del Norte en la zona 2.
FASE III: MARISCAL
Recorre la Avenida Mariscal en la zona 11, desde la 22 Calle o Calle de Las Mercedes hasta el “Redondel de la Ceiba”.
FASE IV: KAMINAL JUYÚ
El recorrido se encuentra ubicado en la "Colonia Tikal 1" sobre la 30 Avenida desde la 4ª hasta la 13 calle de la zona 7.
FASE V: COLONIA ROOSEVELT
Se ubica sobre la Novena Avenida desde la 4ª a la 8ª calle de la zona 11.
Pasa por un costado de las "Canchas del Roosevelt" y antes del Centro Universitario Metropolitano (CUM) de la Universidad de San Carlos de Guatemala.

## Actividades
En cada una de las fases de Pasos y Pedales se pueden encontrar diversas actividades recreativas, deportivas y culturales donde se promueve la participación y la sana diversión familiar. Pasos y Pedales funciona todos los días domingo en un horario de las 10.00 a 14.00 horas de la Ciudad de Guatemala. Durante este horario, el transcurso de las actividades están siendo reguladas y supervisadas por agentes de la Academia de la Policía Municipal de Tránsito (PMT) y Empresa Municipal de Tránsito (EMETRA), que garantizan la seguridad de las personas. 
En todas las fases se puede pasear a pie, en bicicleta y en patines o patineta, permitiendo practicar ciclismo y maratón. No se pueden usar vehículos o motocicletas en dichas áreas destinadas para el programa. Además se permite pasear a las mascotas con reglas de saneamiento y control de sus desechos. 

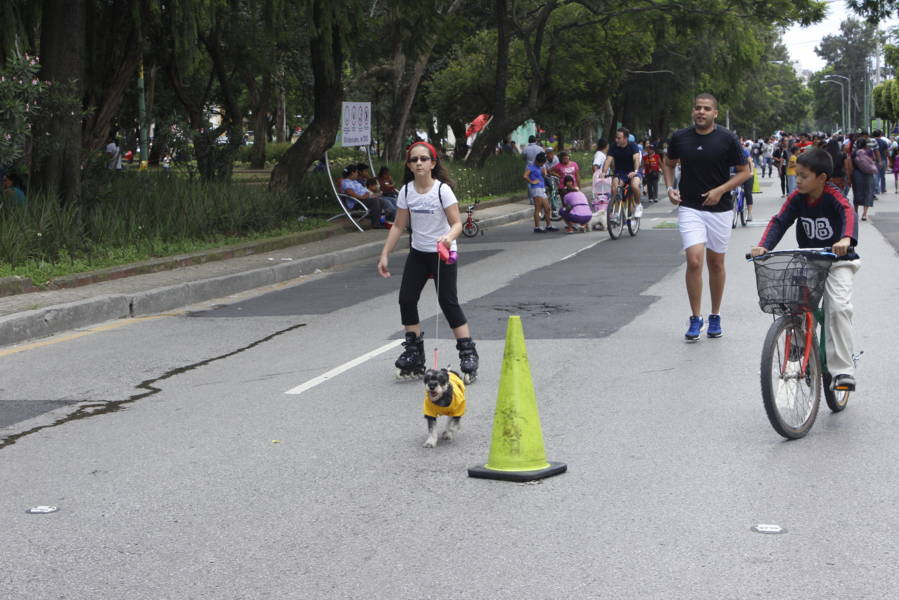
Una niña pasea a su mascota al lado de un ciclista en Pasos y Pedales en Ciudad de Guatemala.

También en pequeñas áreas paralelas a los recorridos de Pasos y Pedales, hay otras actividades como juegos deportivos, juegos de ajedrez, clases de danza, Taichí y Tae Bo, juegos inflables y parques así como presentaciones de grupos musicales de manera regular.

## Origen
EL proyecto de Pasos y Pedales nació en el año 2001 durante la administración del exalcalde de la Ciudad de Guatemala, Fritz García-Gallont. Uno de los principales ejes de trabajo de García-Gallont fue promover la participación del vecino en actividades deportivo-recreativas y culturales.  Su idea era crear un programa de recreación sana y segura para la población tanto de la Ciudad de Guatemala como de municipios aledaños. Tras muchos años de una lenta planeación, durante la administración del actual alcalde de la Ciudad de Guatemala, Álvaro Arzú Irigoyen, en el año 2012 se retomó la idea, dándole continuidad e importancia y finalmente dándose por culminada. Desde entonces este programa se ha llevado a cabo cada día domingo en la Ciudad de Guatemala.